# Bellerofontés

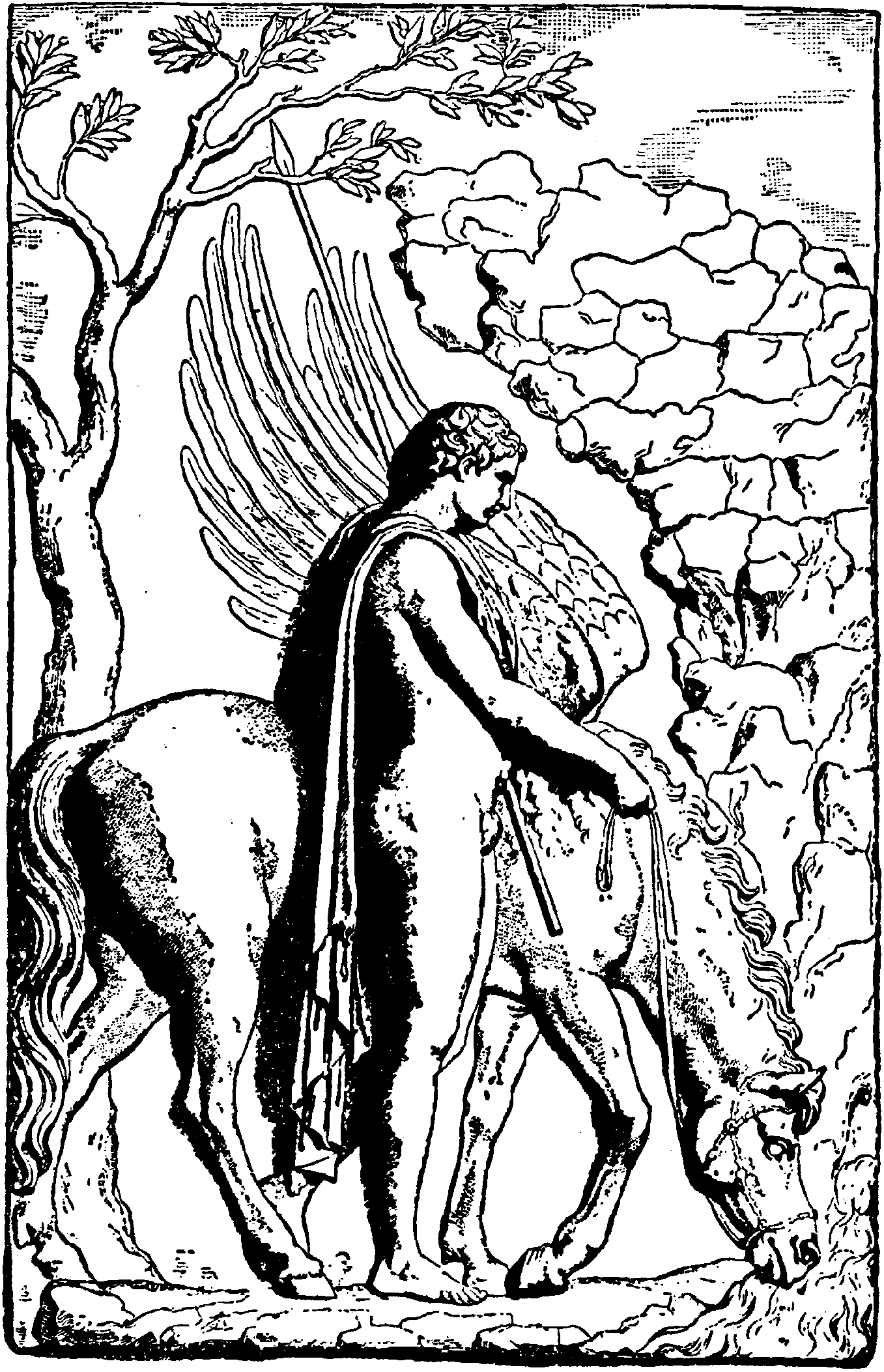
Bellerofontés s Pegasem

Bellerofontés (řecky Βελλεροφόντης) je postava z řecké mytologie. Podle jedné z verzí byl nevlastním synem korintského krále Glauka (tedy vnukem Sisyfovým) a Eurymédé.
Z neopatrnosti usmrtil svého bratra, a proto uprchl ke králi Proitovi do Argosu. Tam se do něj ale zamilovala králova manželka Antea neboli Stheneboia. Bellerofontés její lásku neopětoval. Antea ho z pomsty udala králi, že se pokoušel připravit ji o čest. Král se sám nechtěl na svém hostu mstít, a tak ho poslal s dopisem ke královninu otci, králi Íobatovi do Lýkie. Dopis skrýval žádost, aby Íobatés nechal Bellerofonta popravit. Ani ten nechtěl hostu ublížit, ale vystavil ho takovým nebezpečím, kterým by měl podle Iobatových předpokladů podlehnout.
Bohové pomohli Bellerofontovi dokázat jeho nevinu, a seslali mu okřídleného koně Pegasa, na němž šťastně přemohl asijský kmen Solymerů, Amazonky i Chiméru. To Íobata dojalo do té míry, že dal Bellerofontovi za ženu svou dceru Filonoé, a jmenoval jej svým nástupcem.
Filonoé mu porodila tři děti, Isandra, Hippolocha a Láodameiu. Áres usmrtil Isandra v bitvě proti Solymerům, Artemis ho připravila o dceru, ale Hippolochos zdědil otcovu říši.
Bellerofontův konec už nebyl tak šťastný. Bohové ho nenáviděli za to, že se stal miláčkem lidí, a srazili ho z Olympu a zmrzačili, když k nim chtěl vzlétnout na Pegasovi.
Jiná verze však uvádí, že Bellerofontés zpychl tak, že se chtěl vyrovnat bohům, osedlal Pégasa a vzlétli na Olymp. To Zeus nehodlal strpět, seslal na koně neovladatelnou zuřivost, Bellerofontés se neudržel a sletěl na zem. Při pádu na hlavu ztratil rozum, dlouho bloudil jako pomatený světem, až si ho našel bůh smrti Thanatos.

## Odraz v umění
V povědomí lidí zůstal spíše Pégasos, ale v antice byl velice oblíben mýtus o Bellerofontovi.
- nejstarší podání je známé od Homéra, později ho přebásnil Pindaros
- Eurípidés zpracoval jeho osudy v tragédiích Bellerofón a Stheneboia (před r. 425, rep. r 423 př. n. l.)
- na četných reliéfech a vázových malbách jsou výjevy z tohoto mýtu, nejznámější je snad novoantický reliéf Bellerofón napájí Pegasa (z 1. stol. př. n. l.)
- ve své první opeře tento námět zpracoval i Josef Mysliveček (Bellerofonte, 1761)
- opera Bellérophon od Jeana-Baptiste Lullyho z roku 1679.